# Romênia nos Jogos Paralímpicos de Verão de 2008
Romênia participou dos Jogos Paralímpicos de Verão de 2008, que foram realizados na cidade de Pequim, na China, entre os dias 6 e 17 de setembro de 2008. Carol-Eduard Novak conquista a medalha de prata na prova de contrarrelógio feminino, na categoria LC2, do ciclismo.